# Bignan
Bignan (Begnen trong tiếng Bretagne) là một xã ở tỉnh Morbihan, vùng Bretagne tây bắc Pháp. Xã này có diện tích 45,84 km², dân số năm 1999 là 2546 người. Khu vực này có độ cao từ 53-181 mét trên mực nước biển.
Cư dân của Bignan danh xưng trong tiếng Pháp là Bignanais.

## Tiếng Bretagne
Năm 2007, có 18,7% trẻ em học trường song ngữ ở cấp tiểu học.